# Nanerige
Das Nanerige ist eine Senufo-Sprache, die im südwestlichen Burkina Faso gesprochen wird.
Sie wird durch andere größere Sprachen im Umfeld und vor allem durch die burkinische Amtssprache Französisch verdrängt – immer mehr Nanerige-Sprecher erlernen Französisch und bringen dies dann den nächsten Generationen als Muttersprache bei.